# Puig de n'Alí
El Puig de n'Alí és un esperó del massís del Massanella. Té una altura de 1038 m i pertany al municipi de Selva.

## Principals accessos
- Des del Coll de la Batalla, tot passant pel Coll de Sa Línia.
- Des de Mancor, passant també pel Coll de Sa Línia.